# Sergi Huguet
Sergi Huguet Carrasco (Pórtol, Baleares, 31 de agosto de 2002) es un jugador de baloncesto profesional español que mide 1,95 metros y juega de escolta. Actualmente pertenece a la plantilla del Club Ourense Baloncesto de Primera FEB. Es hermano del también baloncestista Álex Huguet.

## Trayectoria
Formado en el CB Sa Cabaneta, CB Sant Josep y Bahía San Agustín, es un escolta habitual en la selección balear y en las Selecciones Españolas de Formación.
En la temporada 2019-20, forma parte de la plantilla del CB Bahía San Agustín de Liga EBA siendo todavía junior, con el disputó una media de 26,48 minutos por partido en los que promedió 13,4 puntos, 6,7 rebotes y 1 asistencia por encuentro, en el conjunto dirigido por Pau Tomàs.
El 18 de julio de 2020, se hace oficial su incorporación a la primera plantilla del Palmer Alma Mediterránea Palma de la Liga LEB Oro.
El 11 de junio de 2021, firma un contrato multianual con el Monbus Obradoiro de la Liga ACB. Para la temporada 2021-22, el jugador es asignado al Obradoiro-Silleda de Liga EBA en dinámica completa de entrenamientos y partidos con el primer equipo.
El 30 de octubre de 2021 debuta oficialmente en la ACB.
El 27 de julio de 2022, firma por el Club Melilla Baloncesto de la Liga LEB Oro, cedido por el Monbus Obradoiro, para disputar la temporada 2022-23.
El 6 de agosto de 2023, es confirmado como jugador de la primera plantilla de Monbus Obradoiro para disputar la Liga ACB.
El 29 de febrero de 2024, firma por el Tizona de la Liga LEB Oro, cedido por el Monbus Obradoiro.
El 15 de enero de 2025, firma por el Palmer Basket Mallorca de la Segunda FEB.
El 20 de junio de 2025, firma por el Club Ourense Baloncesto de Primera FEB.

## Internacional
Ha formado parte de la selección española de baloncesto en categorías de formación. Disputó el Torneo MHL con la selección española sub-15 y el Torneo Internacional de Mallorca con la selección sub-17.
Fue convocado con la selección española sub-18, en el verano de 2020 en el que no se compitió por la pandemia.
Fue convocado con la selección española sub-19 en 2021, siendo descartado antes del Mundial, pero fue convocado entonces por Joaquin Prado para formar parte de la selección española sub-20 y disputar el FIBA Challenger U20. Fue MVP del primer partido y consiguió la medalla de plata del torneo.
En verano de 2022, logró la consecución de la medalla de oro con la selección española sub-20 en el Campeonato Europeo Sub-20 de Baloncesto Masculino, disputado en Montenegro.